# Vondráškuc lípa
Vondráškuc lípa je památný strom lípa velkolistá (Tilia platyphyllos) v Chodově, v okrese Domažlice v Plzeňském kraji. Solitérní strom roste při jihovýchodním okraji Českého lesa v travnatém trojúhelníku při severním okraji zástavby obce. V těsné blízkosti stromu stojí na podstavci historický křížek.
Nízko zavětvená hustá rovnoměrně tvarovaná koruna stromu sahá do výšky 21 m, obvod kmene měří 330 cm (měření 2021). V roce 2021 bylo odhadováno stáří stromu na 200 let. Strom je v dobrém zdravotním stavu, bohatě kvete a plodí.
Lípa je chráněna od roku 2021 jako krajinná dominanta a historicky důležitý strom.

## Stromy v okolí
- Trhanovská alej